# ヘンダーソン・バーンサイド
ヘンダーソン・バーンサイド（Henderson Burnside、1843年 - 1903年）は、英国聖公会宣教協会(CMS)の宣教師である。中国・寧波で伝道活動をしたのち、長崎に来日。日本開拓伝道に6年間従事し、日本人向けのイングランド国教会最初の教会の建設に尽力した
。

## 人物・経歴
1843年、イギリス・ブラックヒース生まれ。ロンドンのイズリントンにあるチャーチ・ミッショナリー神学校「C.M.カレッジ（Church Missionary College)」卒業。
中国・寧波で伝道活動を行ったのち、1870年（明治3年）1月1日、ジョージ・エンソルに次いで日本で2番目のCMSの宣教師として長崎に来日。
エンソルが1872年(明治5年)にイギリスに帰国してからは、後任として職につき、日本最初のプロテスタント教会である「英国聖公会会堂」でチャニング・ウィリアムズ（初代）、グイド・フルベッキ（2代目）、エンソル（3代目）に次いで、4代目チャプレンを務めた。1873年（明治6年）には、同じくCMSのウォルター・デニングが長崎に来日し、キリスト教徒二川一騰に日本語を学んだ。
バーンサイドは「聖書研究会」を開き、日本人の参加者が出てくるようになる。これは、1867年（慶応3年）のキリシタン迫害である浦上四番崩れで世界的非難を浴びた幕府が、キリスト教に対して寛容な態度を見せるようになり、その後、流罪となっていた浦上のキリシタン達が長崎に戻ってきた結果でもあった。さらに、バーンサイドは、1874年（明治7年）初頭、英語のクラスとバイブル・クラスの設立を長崎県知事に申請するも断られてしまうが、東山手居留地のCMS拠点の一角に無料学校を開き、男子学生を教えた。
また、バーンサイドは日本のイングランド国教会の改宗者のための最初の教会の建設に尽力することとなる。バーンサイドは長崎の信徒にために、教会堂建築を計画したのであるが、当時の長崎の市街地は、講義所のための借屋も不可能であったので、教会堂の建築は簡単なものではなかった。そこで、外国人居留地である出島の中で、市街に出入りする橋のたもとに土地を確保した。この土地に小さな会堂の建築に着手したが、バーンサイドは病気となり、その完成を見ずに1875年（明治8年）4月17日に帰英することとなった。
大阪のエビントン師が、しばし長崎に滞留し、同1875年（明治8年）7月11日、日本で最初のCMSの教会「長崎出島教会」（日本人信徒のための聖公会最初の教会でもある）の献堂式が行われた。バーンサイドの後任者、ハーバート・モーンドレルも献堂式の数日前に英国より着任し、この喜びをともにしたのであった。
イギリスに帰国したバーンサイドは長く牧会に従事し、1903年（明治36年）に逝去した。
バーンサイド師の令嬢で長崎生まれのClara Law Burnsideは、父の志をついて女性宣教師として来日し、1897年（明治31年）以来、九州教区の長崎、福岡、小倉等で伝道に従事した。